# Urząd Mittelholstein
Urząd Mittelholstein (niem. Amt Mittelholstein) – urząd w Niemczech w kraju związkowym Szlezwik-Holsztyn, w powiecie Rendsburg-Eckernförde. Siedziba urzędu znajduje się w miejscowości Hohenwestedt. Urząd powstał 1 stycznia 2012 w wyniku połączenia trzech urzędów: Aukrug, Hanerau-Hademarschen, Hohenwestedt-Land oraz gminy Hohenwestedt.
W skład urzędu wchodzi 30 gmin:
1. Arpsdorf
2. Aukrug
3. Beldorf
4. Bendorf
5. Beringstedt
6. Bornholt
7. Ehndorf
8. Gokels
9. Grauel
10. Hanerau-Hademarschen
11. Heinkenborstel
12. Hohenwestedt
13. Jahrsdorf
14. Lütjenwestedt
15. Oldenbüttel
16. Meezen
17. Mörel
18. Nienborstel
19. Nindorf
20. Osterstedt
21. Padenstedt
22. Rade bei Hohenwestedt
23. Remmels
24. Seefeld
25. Steenfeld
26. Tackesdorf
27. Tappendorf
28. Thaden
29. Todenbüttel
30. Wapelfeld